# فيكتوريا سبينس
فيكتوريا سبينس (بالإنجليزية: Victoria Spence)‏ هي ممثلة نيوزيلندية، ولدت في 30 أبريل 1984 في أوكلاند في نيوزيلندا.

## وصلات خارجية
- فيكتوريا سبينس على موقع IMDb (الإنجليزية)
- فيكتوريا سبينس على موقع قاعدة بيانات الفيلم (الإنجليزية)